# エマ・アルバーニ
デイム・エマ・アルバーニ（Dame Emma Albani, 1847年11月1日 - 1930年4月3日）は、19世紀と20世紀初頭において先導的な役割を果たしたソプラノ歌手であり、また国際的スターにまで登り詰めた最初のカナダの歌手である。
アルバーニのレパートリーはモーツァルトやロッシーニ、ドニゼッティ、ベッリーニ、ワーグナーのオペラに集中しており、それらをヨーロッパやアメリカで演奏してまわった。

## 幼少期

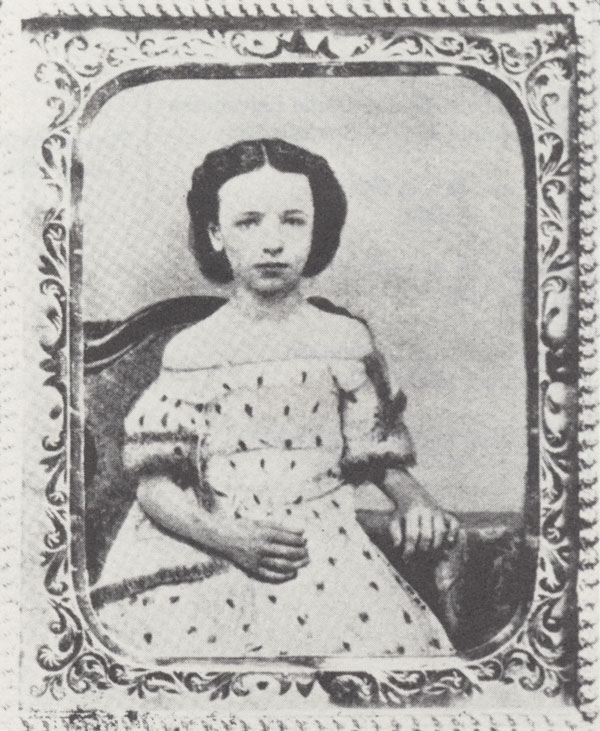
5歳のエマ・アルバーニ

アルバーニはマリー＝ルイーズ＝エマ＝セシル・ラジュネス（Marie-Louise-Emma-Cécile Lajeunesse）として、カナダ連合州のシャンブリーで生まれた。父はジョセフ・ラジュネス（Joseph Lajeunesse）というプロの音楽家であり、母はメリーナ・ミニョー（Mélina Mignault）であった。彼女の生年月日は通常1847年11月1日とされるが、人によっては1848年から1850年の間とすることもあり、本人の回想録では1852年生まれとなっている。彼女はまず母親について音楽の学習を始め、5歳の時に父がその役割を引き継いで音楽教育を施した。父は熟練の音楽家であり、ヴァイオリン、ハープ、ピアノそしてオルガンの腕に覚えがあった。父はアルバーニに厳しい練習を課し、彼女の1日のハープとピアノの稽古は4時間にも及んだ。
1852年、一家はニューヨーク州のプラッツバーグに移り住んだ。1856年に母を失った後も、彼女はモントリオールの修道会で勉学に勤しんだ。この修道会は聖母聖心大学の運営するもので、アルバーニの父はそこで音楽指導者の職に就いていた。ここでの学びは彼女にとって他で受けられるものよりも良質であり、また追加の音楽指導も受けることができた。1860年8月24日、彼女はアデリーナ・パッティとともに、シャルル・サバティエの「カンタータ」の世界初演のソリストを務めた。この公演はウェールズ公の臨席のもと行われた栄誉あるものだった。しかしながら、ケベックでは女性が歌い演じることは望ましくないとされており、ついに音楽教育にかかる費用が工面できなくなったアルバーニは、1865年に家族とともにニューヨークのオールバニに移る。そこで彼女は歌手、オルガニスト、歌唱指導者として有名になり、教育費をまかなうことができるようになった。

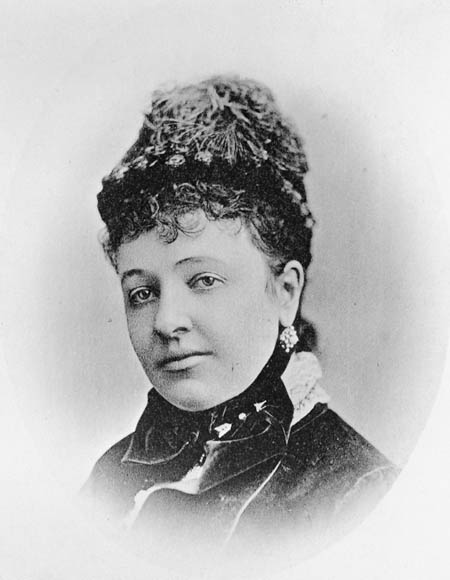
エマ・アルバーニ

1868年にアルバーニはパリに赴き、パリ音楽院でジルベール・デュプレの下で学んだ。6ヶ月のパリでの修業の後、彼女は次にイタリアに向かい、そこでフランチェスコ・ランペールティよりイタリア・オペラ歌唱法を学ぶ。彼女は発声法を習っていたシニョール・デロレンツィ（Signor Delorenzi）の勧めに従い、よりヨーロッパ風に聞こえるようにとシンプルなエマ・アルバーニ（Emma Albani）に改名した。1870年、彼女はアルバーニの名字を使い、メッシーナでベッリーニの「夢遊病の娘」を歌ってデビューを果たした。

## オペラ歌手として

### イタリアでの成長
アルバーニの資金は不足がちになり、教育課程をまだ修了しないうちから彼女は学費の足しになるような仕事を探し始めた。彼女はメッシーナで仕事を見つけ、1870年3月30日にベッリーニの「夢遊病の娘」のアミーナを演じてその地でデビューを果たした。彼女のデビュー公演は非常に好評を博した。彼女は後にこう回想している。
私は文字通り花とプレゼント、詩が書かれた紙に埋もれてしまいました。付された紙片が聴衆の頭上を越え、あらゆる方向からひらめきながら送られてくるのです。数え切れないほどの様々なブーケがありましたが、あるカゴの中には生きたハトが隠れていたのです。赤く塗られた小さな可愛らしいハトは起き上がって、劇場内をあちこち飛び回りました。—エマ・アルバーニ　デビュー公演について

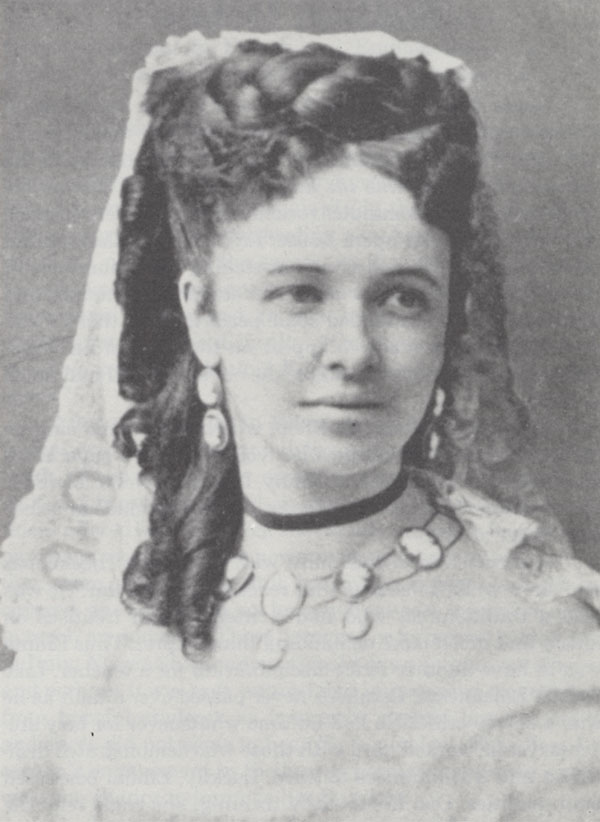
1870年 アミーナ役のエマ・アルバーニ

メッシーナでの公演終了後、アルバーニはミラノに戻りランペールティによる指導が再開された。追加の公演依頼が舞い込むようになった。彼女は間もなく「リゴレット」での役を引き受け、チェントでこれを演じた。さらにフィレンツェとマルタでの「夢遊病の娘」、「ランメルモールのルチア」、「悪魔のロベール」、「セビリアの理髪師」、「アフリカの女」の役が続いた。1870年と1871年の冬をマルタでの公演で過ごした後、アルバーニはロイヤル・オペラ・ハウスの支配人であったフレデリック・ガイのオーディションを受けた。ガイは彼女の才能に感銘を受け、5年契約を結ぶ。アルバーニのロンドンでのデビュー公演は1872年の春に決定した。ロンドン入りする前に彼女はイタリアに戻り、ランペールティの下での研鑽を続けた。彼女はフィレンツェの最後の公演で「夢遊病の娘」と「ランメルモールのルチア」を演じ、その後ロンドンに向かった。

### コヴェント・ガーデンへの移籍
アルバーニは春にロンドンへ移り、1872年4月2日に「夢遊病の娘」のアミーナ役でプロとしてのデビューを飾った。批評家、聴衆ともにアルバーニの力強い演技に魅せられ、彼女は花や宝石を贈られ賞賛された。コヴェント・ガーデンの劇場においてジュリアス・ベネディクトやジョサイア・ピットマンから紹介、推薦されて彼女はオラトリオに興味を持つようになる。1872年10月にノーフォーク・ノリッジ芸術祭でヘンデルの「テオドーラ」の"永久に明るく公正な天使たち"を演じて、彼女は初めてオラトリオに出演する機会を得る。オフシーズンには彼女は時間を見つけてパリに赴き、サル・ヴァンタドールで演じた。
ロンドンでの2年目のシーズンには、彼女はアンブロワーズ・トマの「ハムレット」からオフィーリア役、モーツァルトの「フィガロの結婚」から伯爵夫人役などを演じた。このシーズン終了後にはモスクワへ旅行し、「夢遊病の娘」、「リゴレット」、「ハムレット」、「ランメルモールのルチア」などを演じた。その後サンクトペテルブルクに向かい、ツァーリが鑑賞する中で演技を行った。ロシアにおける評判はすこぶる良いものであった。

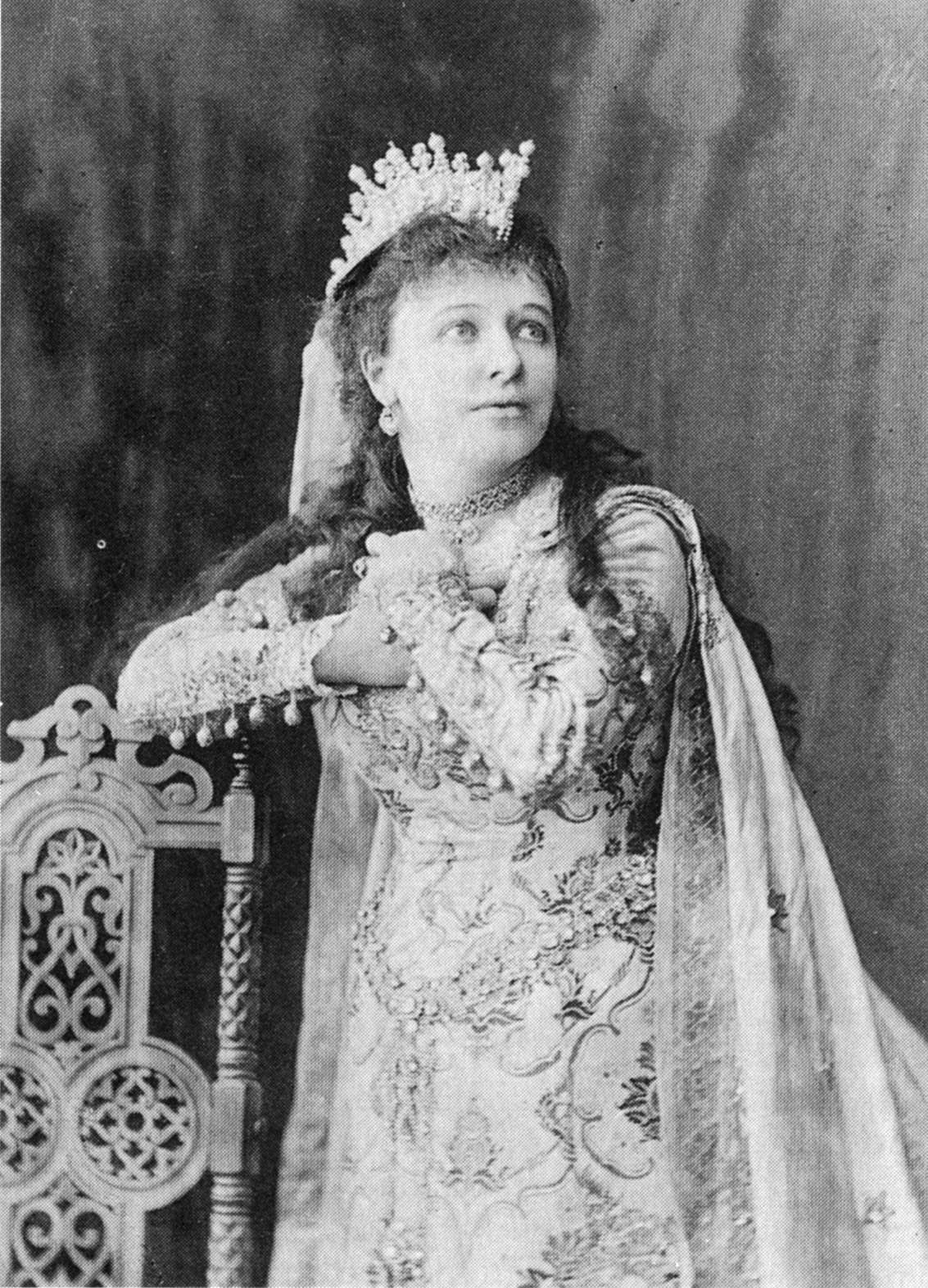
タンホイザーのエリーザベト役のアルバーニ

ロンドンでの3年目のシーズンに彼女が演じた演目は、前の2年とほぼ同じものであった。「夢遊病の娘」、「ランメルモールのルチア」、「シャモニーのリンダ」、「マルタ」である。ロンドンのオペラ界は非常に競争の激しい業界であり、歌手が自分の持ち役を独占するのはよくあることだったのである。従って、アルバーニのような歌手にとって、同じ役柄を演じ続けることは珍しいことではなかった。3年目のシーズン後の1874年7月、アルバーニはウィンザー城を訪れて「リゴレット」のアリア『慕わしき御名』や民族的バラードの「ロビン・アデア Robin Adair」、バッハ作曲グノー編曲の「アヴェ・マリア」、そして大衆音楽の「埴生の宿」を歌ったが、これを聴いていたく感激したヴィクトリア女王は彼女に私的に歌うように要請した。女王はアルバーニを呼び戻してブラームス、グリーグ、ヘンデル、メンデルスゾーンらの作品やフランス、スコットランドの伝統的歌曲などの他の曲を歌わせたのだった。1874年の秋には、アルバーニはアメリカへ演奏旅行に出かけ、ニューヨーク、ボストン、フィラデルフィア、ボルチモア、ワシントンD.C.、シカゴ、そしてオールバニを訪れた。アメリカ旅行はフレデリック・ガイの息子のアーネスト・ガイ（Ernst Gye）に付き添われてのものだった。彼女はワーグナーの「ローエングリン」のエルザ役を学び、ニューヨークで演じた。そのオペラはイタリアで上演され、ロイヤル・オペラ・ハウスでも常連の演目となっていた。
1875年には、4年目のシーズンのためアルバーニはロイヤル・オペラ・ハウスに戻った。この年のシーズン後には、彼女はノリッジ芸術祭にも出演し、メンデルスゾーンの「交響曲第2番」やベネディクトのオラトリオ「聖セシリアの伝説 The Legend of St. Cecilia」を歌った。1876年、ロンドンでの5年目のシーズンには、アルバーニはワーグナーの「タンホイザー」のロンドン初演でエリーザベト役を演じている。その後、彼女はパリに向かいイタリア歌劇で歌ったが、非常に評判が良く、パトリス・ド・マクマオンのために特別公演をすることになった。1878年8月6日、アルバーニはアーネスト・ガイと結婚した。彼女はすぐに身ごもったがツアーは継続して行い、1879年6月4日に息子のフレデリック・アーネスト・ガイ（Frederick Ernest Gye）が生まれる直前まで公演を続けた。この子どもの他には、二人が子どもを授かることはなかった。アルバーニはしばらく休養を取り、1880年の春にフェルディナン・エロルドの「ル・プレ・オ・クレール Le Pré aux clercs」を歌い舞台に復帰した。

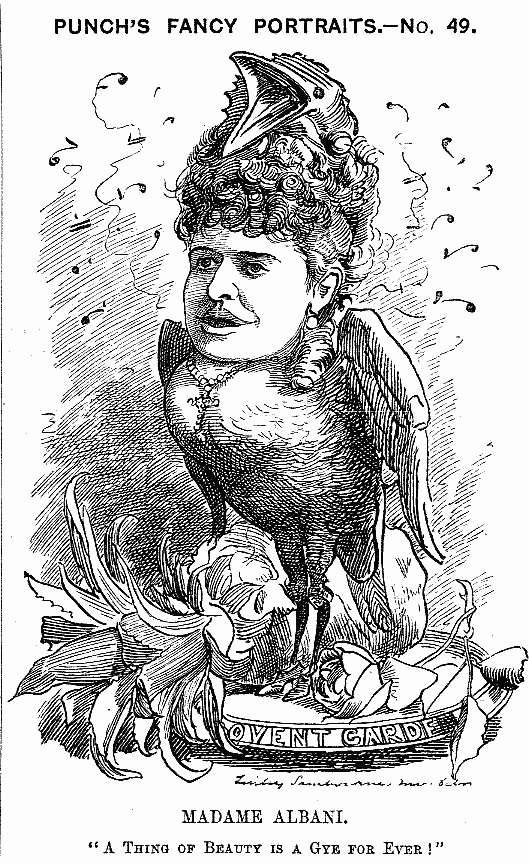
1881年9月17日パンチ掲載の風刺画 アルバーニ夫人：美なる人はずっとガイのもの！

1880年代を通じてアルバーニはヨーロッパと北米へのツアーを行っており、行く先々で称賛を集めた。1881年には、彼女はベルリン国立歌劇場で行われた「ローエングリン」の公演に招かれて演じることになった。彼女は以前にイタリア語で歌ったことのあるエルザ役で舞台に上がることを承諾し、ドイツ語で役をさらいなおした。上演にはドイツ皇帝のヴィルヘルム1世が訪れた。評判は非常に好ましいもので、3度のカーテンコールがあった。1882年にヴィルヘルム1世はアルバーニに宮廷歌手の称号を授けた。 
1883年、アルバーニはモントリオールで3回のリサイタルを開いた。彼女が到着するのを一目見ようと1万人以上が押しかけ、詩人のルイ＝ゾノレ・フレシェットは迎えの場で彼女の名誉を称える詩を詠んだ。彼女がカナダで最初にオペラの舞台に立ったのは、1883年2月13日のトロント、グランド・オペラ・ハウスでの「ランメルモールのルチア」の公演であった。1884年7月15日に、彼女はロンドンでエルネスト・レイエの「シギュール」からブリュンヒルデ役を歌った。また同じシーズンにはグノーの「ロメオとジュリエット」のジュリエット役を演じている。
アルバーニは夏の間スコットランドで休養を取り、秋にはベルギーとオランダへツアーに出た。1886年にはフランツ・リストにロンドンで出会っており、リストは彼の神聖カンタータ「聖エリーザベトの伝説」を演じた彼女を称賛した。

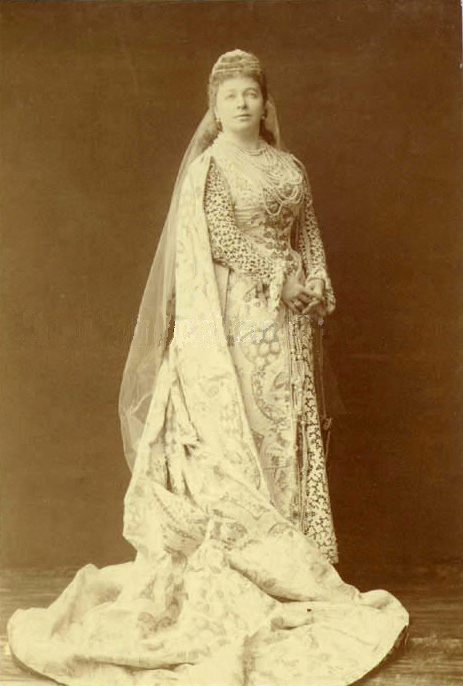
デズデーモナ役のアルバーニ

アルバーニはニューヨークのメトロポリタン歌劇場でのデビューを1891年11月20日にマイアベーアの「ユグノー教徒」のヴァランティーヌ役で果たしたが、これは団体がシカゴにツアーに出た旅先での公演であった。次に11月23日には、歌劇団にとって初めての上演であったヴェルディのオテロのデズデーモナ役を演じた。また彼女は12月9日のガラ公演でも4幕でその役を務めた。その他のシカゴでのメトロポリタン歌劇団との共演はヴァランティーヌではなく、「リゴレット」のジルダ、ヴェルディの「椿姫」の第1幕でのヴィオレッタ（この時はエマ・イームスがサントゥッツァを歌ったピエトロ・マスカーニの「カヴァレリア・ルスティカーナ」との二本立てだった）とワーグナーの「ローエングリン」のエルザ役である。本拠地ニューヨークでの彼女の最初の公演は12月23日の「リゴレット」のジルダ役だった。さらにニューヨークではヴァランティーヌ（この役でルイビル、オールバニ、ブルックリン、フィラデルフィア、ボストンを巡るツアーを行っている）、モーツァルトの「ドン・ジョヴァンニ」のドンナ・エルヴィーラを3回、ワーグナーの「ニュルンベルクのマイスタージンガー」のエファを3回、ジルダをもう1回、デズデーモナ1回、エルザ1回、そしてグノーの「ファウスト」のマルグリートを1回であった。彼女はボストンへのツアーでもドンナ・エルヴィーラとエファを歌っている。メトロポリタン歌劇場との最後の公演は、1892年3月31日の「さまよえるオランダ人」のゼンタ役であった。彼女が出演したオペラは全てイタリア語で上演された。アルバーニは合計で29回、歌劇場との競演をしたことになる。シーズンが進むにつれて、彼女の声の疲れと乱れが次第に目立ってきていると指摘する批評家もいたが、彼女の技巧と経験の豊かさは称賛の的であった。「ニューヨーク・タイムズ」紙は、彼女の歌劇場との最終公演についてこう書いている。「アルバーニによるゼンタの歌唱は完璧ではなかった。しかし多くの優れた点があったため、出だしのピッチが合わないため、どうしても彼女の歌の入りが遅れているように聞こえてしまったことに関しては、聴衆は水に流したいと思ったに違いない。彼女はどの場面を歌う時にも、演技の知的さと劇としての真剣さをしっかりと備えており、不備を補うべくよく演じきった。彼女も正当に当夜の名誉を受けるべき一人である。」
1896年のロイヤル・オペラ・ハウスでの最後のシーズンにおいても、アルバーニは強力に前向きな評価を受け続けていた。彼女のキャリアの大きな山場は1896年6月26日に訪れた。その時の演目はワーグナーの「トリスタンとイゾルデ」であり、アルバーニはイゾルデ、ジャン・デ・レシュケはロンドンでの最初のトリスタン、ルイス・マイスリンガー（Louise Meisslinger）がブランゲーネ、デイヴィッド・ビスファムがクルヴェナール、エドアード・デ・レシュケがマルケ王を演じ、ルイージ・マンチネッリが指揮をした。全部で4回の公演が行われ、通常より高いチケットの値段設定や楽劇がドイツ語で歌われるという特異性にもかかわらず、全てが売り切れとなった。7月24日に彼女は「ユグノー教徒」のヴァランティーヌを歌った。公演予告がなく、気付いた人は多くはなかったが、それが彼らにとって彼女のオペラを耳にする最後の機会となったのであった。ロイヤル・オペラ・ハウスでのアルバーニの活躍は24年間に及んだ。

### コヴェント・ガーデン後

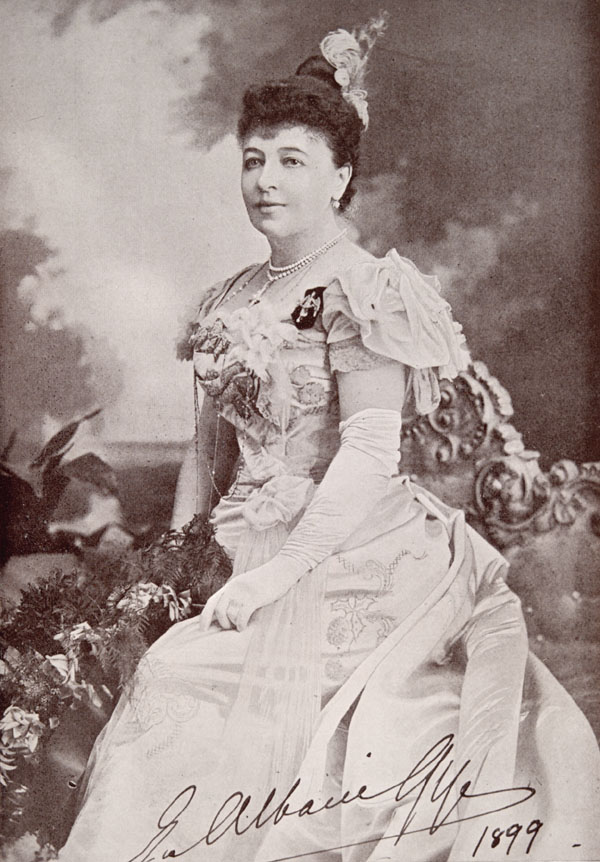
エマ・アルバーニ 1899年

1896年にロイヤル・オペラ・ハウスを辞めた後、アルバーニはカナダに演奏旅行に赴き、国中で公演をして回った。1898年には、オーストラリアにもツアーに出かけている。また、英国ではオラトリオの公演で活躍していた。1901年にヴィクトリア女王が亡くなるとすぐにロンドンへ入り、そこで最後の礼拝の独唱を受け持った。1908年の春、ヴェテランとなっていたアルバーニはある興行団体についてイングランド中を演奏旅行で回った。その会社には2人の才能の伸び盛りがいた。2年後にテオドル・レシェティツキの最後の弟子となる10歳のピアニスト、マリー・ノヴェロとひと月前にロイヤル・オペラ・ハウスでデビューしたばかりのジョン・マコーマックである。1911年10月14日が、アルバーニの公での最後の歌唱となった。同年、彼女は書籍を出版する。「40年の歌の歩み Forty Years of Song」である。この本は事実上の自叙伝といえ、歌唱法について有意義な助言を与えるとともに、幼年期、旅行、キャリア、仲間の演者の印象、そして生涯を通じて出会った王族について詳述する内容となっている。
アルバーニ夫妻は第一線を退き、ケンジントンに落ち着いた。投資がうまくいかず財産を多く失ってしまい、アルバーニは収入を得るため音楽の授業をしなければならなかった。1925年に夫に先立たれ状況は悪化したが、友人らが開く慈善演奏会がアルバーニにとって十分な収入源となった。彼女は1930年4月3日 に、ケンジントンのトレグンター通り（Tregunter Road）の自宅でこの世を去り、ブロンプトン墓地に夫とともに埋葬された。

### 名誉と遺産

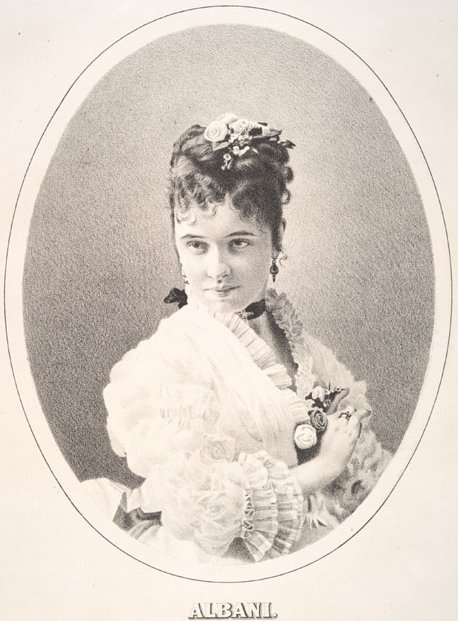
「椿姫」のヴィオレッタの衣装をまとったエマ・アルバーニ

アルバーニはロイヤル・フィルハーモニック協会から1897年に「ベートーヴェン・メダル」として知られるゴールドメダルを授与された（受賞者一覧）。
モンゴメリの「赤毛のアン」（1908年）にプリマ・ドンナとして登場するマダム・セルティスキー（Madame Seltisky）はアルバーニに触発されていた。モンゴメリは後年、「勇敢な女性たち」（1934年）というノンフィクション作品で、アルバーニの人物像について記している。
1925年にアルバーニはジョージ5世より大英帝国勲章を授与された。
カナダ環境省のカナダ国定史跡記念物委員会は1939年にアルバーニの生家にカナダ国定史跡の銘板を掲げた。これは1977年に石碑に置き換えられている。
ケベック州にはアルバーニにちなんだ名前のついた通りや場所がいくつかある。モントリオールの2つの通りは彼女の名誉を記念して命名された。1つ目は1912年に定められた「アルバーニ通り rue Albani」。この通りは他の通りの敷設と重複したため失われてしまった。もう1つは「アルバーニ大路 avenue Albani」であり、これは1969年3月19日に市の評議会によって制定された。
カナダ郵政公社（Canada Post）はアルバーニ没後50年を記念して記念切手を発行した。この切手は芸術家のハントリー・ブラウン（Huntley Brown）がデザインしたもので、「椿姫」の衣装に身を包んだ彼女が描かれている。1980年7月4日に販売開始で1170万枚が印刷された。それは右記画像を着色したものであった。
彼女はモントリオール地下鉄のPlace-des-Arts駅のステンドグラス壁画に描かれている（参照：Place-des-Arts駅）。

## 参照
- Emma Albani, Forty Years of Song (London, Mills and Boon, 1911).
- Brian Busby, Character Parts: Who's Really Who in CanLit (Toronto: Vintage Canada, 2004). ISBN 0-676-97579-8
- Cheryl MacDonald, Emma Albani: Victorian Diva (Toronto, Dundurn, 1984). ISBN 0-919670-75-X, ISBN 0-919670-74-1
- Stephen Willis, "Archives of Emma Albani at the National Library of Canada", National Library News, Vol. 25, no. 12 (December 1993).